# Penthelia
Penthelia ist eine fiktive Priesterin und Tempelmusikerin aus dem  Alten Ägypten, die im Tempel des Ptah in Memphis gewirkt haben soll. Es gibt keinerlei Belege zu ihr.
Sie taucht in einem Werk von Jacob Bryant, A Dissertation Concerning the War of Troy, and the Expedition of the Grecians, as Described by Homer aus dem Jahr 1796 auf, in dem er behauptet, dass sie die eigentliche Dichterin von Homers Ilias und Odyssee sei.
Matilda Joslyn Gage greift in dem knapp hundert Jahre später entstandenen Band Woman, Church and State: A Historical Account of the Status of Woman Through the Christian Ages: with Reminiscences of the Matriarchate den Vermerk auf und findet weitere Indizien bei Diodor.
Im 20. Jahrhundert wird die Geschichte bei Sophie Drinker in ihrem Werk Music and Women: The Story of Women in Their Relation to Music wiederholt und ausgebaut.
Judy Chicago widmete ihr eine Inschrift auf den dreieckigen Bodenfliesen des Heritage Floor ihrer 1974 bis 1979 entstandenen Installation The Dinner Party. Die mit dem Namen Penthelia beschrifteten Porzellanfliesen sind dem Platz mit dem Gedeck für Sappho zugeordnet.